# Режин Дефорж
Режин Дефорж (фр. Régine Deforges; Монтморилион, 15. август 1935 – 3. април 2014) је била француска књижевница историјских и еротских романа, позната по свом десетотомном серијалу Плави бицикл. Први роман је критикован као копија америчког романа Прохујало са вихором, и књижевница је признала да су првих седамдесет страна романа инспирисана романом Маргарет Мичел, али плагијаризам никад није доказан. По њему је 2000. године снимљена мини серија Плави бицикл са Летицијом Кастом у улози главне јунакиње Лее. Називана је високом свештенциом француске еротске литературе. На српском је преведен само део овог серијала.

## Избор из књижевних дела
Серијал "Плави бицикл"
- Плави бицикл (1981) српско издање 2006, Лагуна[8]
- Авенија Анрија Мартена 101 (1983) српско издање 2007, Лагуна
- Ђаво се томе још смеје (1985) српско издање 2009, Лагуна
- Црни танго (1991) српско издање 2009, Лагуна
- Улица свиле (1994) 2009, Лагуна
- Последње уориште (1996) 2009, Лагуна

Остала четири романа Куба либре (1999), Алжир бели град (2001), Генерали поноћи (2003), Када је путовање готово (2007) нису преведени на српски.
Остале књиге преведене на српски:
- За љубав Марије Сала (1987) српско издање 1995, Просвета